# Dalceridae
Famille
Les Dalceridae sont une famille de lépidoptères. Elle comporte environ 80 espèces, qui sont principalement présentes dans la région du néotropique, et dans une moindre mesure dans le néarctique. Elles sont généralement de taille petite ou moyenne et leur corps est très velu. Les larves ont un aspect de limaces, comme les larves des taxons frères Limacodidae et Megalopygidae.

## Liste des genres
Selon Catalogue of Life (14 novembre 2018) :
- genre Acraga
- genre Acragopsis
- genre Anacraga
- genre Ca
- genre Dalargentina
- genre Dalcera
- genre Dalcerides
- genre Dalcerina
- genre Minacraga
- genre Minacragides
- genre Minonoa
- genre Paracraga
- genre Protacraga
- genre Zadalcera
- genre Zikanyrops